# Guy Carbonneau-trófea
A Guy Carbonneau Trófea egy díj a QMJHL-ben, melyet a legjobb védekező támadónak ítélnek oda. A győztest több statisztikai mutató alapján választják meg. A trófeát Guy Carbonneau-ról nevezték el, aki a korának legjobb védekező támadója volt a National Hockey League-ben.

## A díjazottak
| Szezon    | Játékos            | Csapat                   |
| --------- | ------------------ | ------------------------ |
| 2013–2014 | Félix Girard       | Baie-Comeau Drakkar      |
| 2012–2013 | Félix Girard       | Baie-Comeau Drakkar      |
| 2011–2012 | Frédérick Roy      | Québec Remparts          |
| 2010–2011 | Phillip Danault    | Victoriaville Tigres     |
| 2009–2010 | Gabriel Dumont     | Drummondville Voltigeurs |
| 2008–2009 | Jean-Philip Chabot | Gatineau Olympiques      |
| 2007–2008 | Olivier Fortier    | Rimouski Océanic         |
| 2006–2007 | Marc-André Cliche  | Lewiston MAINEiacs       |
| 2005–2006 | David Brine        | Halifax Mooseheads       |
| 2004–2005 | Simon Courcelles   | Québec Remparts          |